# Касты в исламских странах Южной Азии
Касты в исламских странах Южной Азии (Пакистан и Бангладеш) — своеобразная система социальной иерархии, возникшая в эпоху Империи Великих Моголов как компромисс между индуистскими и исламскими традициями. Термин «касты» в исламских обществах не используется. «Исламские касты» — система существенно более мягкая, чем касты в индуизме, допускающая переходы из одной социальной группы в другую. С другой стороны, такая система находится в прямом противоречии с Кораном, осуждающим неравенство по какому-либо внешнему признаку. Аналогичный пережиток индуизма существует среди христиан Индии.

## Происхождение
При Великих Моголах территория Индостана контролировалась правителями, принадлежавшими к мусульманской религии, и они всячески поощряли обращение населения в ислам (см. Исламский период в истории Индии). Тем не менее, они не могли сразу изменить традиционный уклад жизни, поэтому местный ислам впитал в себя в изменённом виде многие традиции индуизма, в том числе и несколько изменённую кастовую систему. Самый высокий статус имеют «ашраф» — те, кто ведёт свой род от арабов, в то время как «аджлаф» — потомки обратившихся в ислам индусов — имеют более низкий статус.
Йогиндер Сиканд отмечает, что первоначально исламское общество в Индии пыталось строго следовать традиционному для ислама принципу равенства независимо от происхождения, но впоследствии вернулось к традициям индуизма, в том числе и к кастовой стратификации. Иными словами, объяснять кастовую систему в Южной Азии одним лишь тем фактом, что местные мусульмане обратились в ислам из индуистов, нельзя (обычно новообращённые, напротив, резко порывают с прежними традициями) — более вероятным следует считать фактор влияния местных условий и традиций..

## Стратификация
Помимо деления на «ашраф» и «аджлаф», при котором ашрафы претендуют на более высокий статус, исходя из своего иностранного (арабского или тюркского) происхождения, среди «аджлафов» существует более подробное деление на профессиональные касты.
Местные улемы (толкователи шариата) дают религиозное обоснование кастового деления на основании концепции «кафаа» (kafa’a). Классическим примером является произведение Фатава-и Джахандари, которое написал средневековый тюркский автор Зияуддин Барани, член суда Мухаммада бин Туглака из Туглакской династии султаната Дели. Барани был ярым приверженцем кастовой системы и рассматривал ашрафов как более высоких по сравнению с аджлафами. Он делил мусульман на классы и подклассы. По его схеме, все высокие должности и привилегии были монополией высокородных тюрков, но не мусульман индийского происхождения. Даже интепретируя стих Корана «Воистину, благочестивые среди Вас имеют наибольший почёт перед Аллахом», он считал благочестие качеством, связанным с благородным происхождением. Барани прямо указывал, что «сыны Мухаммеда» (то есть ашрафы) должны иметь более высокий социальный статус, чем «низкородные». Он полагал, что кастовая система должна регулироваться системой государственных законов («заваба»), и при вступлении в конфликт с шариатом должна иметь приоритет. Барани полагал, что аджлафы не должны иметь права на образование, в противном случае они узурпируют преподавание, которое по праву принадлежит ашрафам.
Помимо «ашраф» и «аджлаф», среди местных мусульман существует также каста «арзал», которую противники кастового деления (например, Амбедкар) считали аналогом индийских «неприкасаемых». Термин «арзал» обозначает «падший», и данная низшая каста, в свою очередь, подразделяется на подкасты (Бханар, Халалькхор, Хиджра, Касби, Лальбеги, Маугта, Мехтар и др.). Группа «арзал» была выделена при переписи 1901 г. в Британской Индии как те, «с которыми прочие мусульмане не хотят иметь ничего общего, и которым запрещено входить в мечеть или использовать общественные кладбища». На них возложены такие ритуально нечистые профессии, как уборка трупов и ассенизация..
Исследования бенгальских мусульман в Индии показывают, что понятия «чистоты» имеют хождение в межгрупповых отношениях, и относятся именно к социальной группе человека, а не к его финансовому состоянию.
Среди низких по статусу мусульманских общин известны: ансари, кунджра, чурихара, дхоби и халалкхор. Среди высших исламских каст известны: сайед, шейх, патан, хан и маллик. Данное кастовое расслоение коррелирует с данными, полученными генетиками.
Отчёт Комиссии Сачара, составленный по поручению Правительства Индии в 2006 г., документально подтверждает продолжающееся расслоение мусульманского общества. В январе 2008 г. организация Akhil Maharashtra Muslim Khatik Samaj подала в суд иск о защите публичных интересов, требуя создания кастовых квот для мусульман в Индии, основанных на рекомендациях комиссии Сачара.

## Взаимодействие между группами и мобильность
Взаимодействие между «унчи зат» (высшая каста) и «ничи зат» (низшая каста) регулируется отношениями типа «патрон-клиент». Эта система отношений в индийской традиции называется «джаджмани» (верховенство), более высокая каста называется «джаджман», а более низкая — «камин». После контакта с «камином» «джаджман» должен «очистить» себя, совершив краткое омовение. В индийском штате Бихар отмечались случаи, когда мусульмане высших каст категорически возражали против захоронения мусульман низших каст на одних кладбищах с членами их высшей касты.
В отличие от кастовой системы среди индусов, касты среди мусульман — не жёсткие, допускают перемещение из одной касты в другую. Старая индийская пословица говорит: «В прошлом году я был джулаха (ткач); в этом году — шейх; в следующем году, если удастся урожай, я буду саидом». Имеются и другие данные о том, что касты среди мусульман никогда не были такими же жёсткими и непроницаемыми, как среди индусов. К примеру, процент эндогамных браков (то есть браков внутри своей касты) среди мусульман не превышает двух третей от общего количества.
При нахождении в мечети все мусульмане считаются братьями и членами одной общины — уммы, как говорит Священный Коран.

## Касты в Пакистане
Социальное расслоение в регионе Сват Северного Пакистана в значительной мере напоминает кастовую систему в Индии. Местное общество жёстко разделено на подгруппы, где каждый квом (местная каста) привязана к определённой профессии. Представителям различных квомов запрещено вступать в смешанные браки или жить в одной и той же общине.
В данном регионе расслоение происходит по признаку «ритуальной чистоты», низший статус имеют квомы, связанные с ассенизацией.
Представители высших каст часто преследуют низшие. Примером является позорный инцидент в городе Миравала в Пакистане, где женщина низшей касты подверглась групповому изнасилованию со стороны представителей высшей касты.
Стивен М. Лайон (Stephen M. Lyon) из Кентского университета описал явление, которое он назвал «гуджаризм»: члены касты «гуджар» в Пакистане стремятся общаться лишь с себе подобными.

## Критика
Многие специалисты по исламскому праву (шариату) рассматривают кастовую систему мусульман Южной Азии как вызывающее нарушение духа и буквы Священного Корана. Несмотря на это, некоторые мусульманские богословы попытались примирить разногласие между эгалитаризмом Корана и кастовым расслоением, характерным для Индии и сопредельных стран, которое отразилось в мусульманской кастовой системе, путём теоретических рассуждений и попыток интерпретаций Корана и Шариата.
Индийский юрист и политик Бабасахиб Амбедкар, представитель «неприкасаемых», очень жёстко критиковал расслоение мусульман Британской Индии на касты, считая, что «внутри этих групп существуют социально наследуемые касты той же самой природы, как и среди индусов». Он критиковал отношение ашрафов к аджлафам, и обоих первых — к арзалам, а также попытки отдельных богословов прикрыть это неравенство эвфемизмами «исламского братства»..
Как отмечал пакистанско-американский социолог Айеша Джалал в своей книге «Демократия и авторитаризм в Южной Азии», «несмотря на свои эгалитарные принципы, ислам в Южной Азии исторически не смог преодолеть влияние классового и кастового неравенства».

## Избирательная квота
В тех индийских штатах, где имеется значительный процент мусульман, для исламских каст имеется избирательная квота; в частности, в штате Уттар Прадеш, министр развития человеческих ресурсов Арджун Сингх из партии Индийский национальный конгресс отметил, что «мусульмане должны иметь зарезервированную квоту по группе „прочих низких каст“, но отдельную от квоты „неприкасаемых“ мусульман»